# نیم‌مرغ
نیم‌مرغ (نام علمی: Unenlagia) نام یک سرده از شاخه طنابداران است.